# Mode coopératif
 (octobre 2019).
Si vous disposez d'ouvrages ou d'articles de référence ou si vous connaissez des sites web de qualité traitant du thème abordé ici, merci de compléter l'article en donnant les références utiles à sa vérifiabilité et en les liant à la section « Notes et références ».

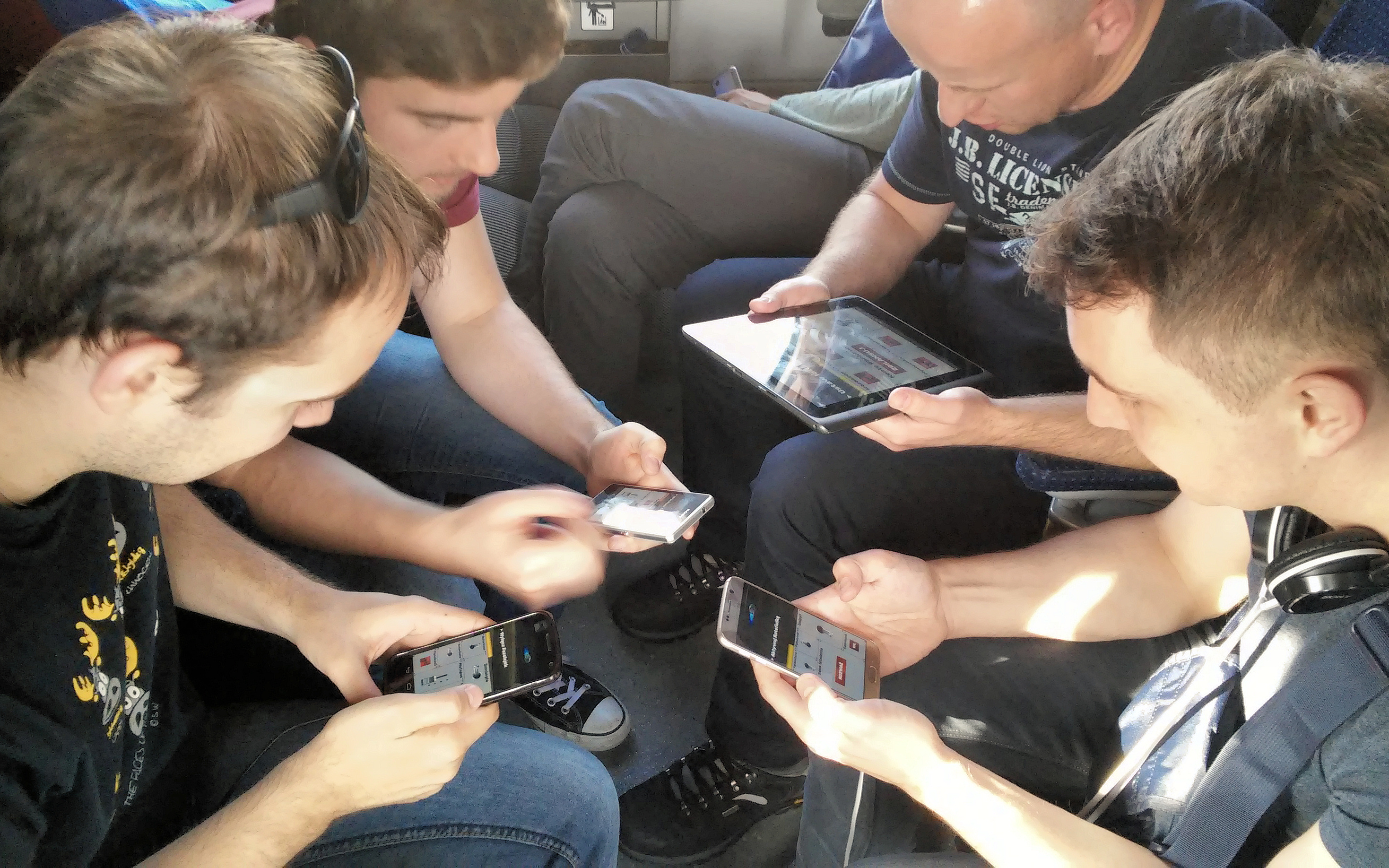
Quatre personnes jouant ensemble.

Le mode coopératif, également abrégé coop ou co-op, est un mode de jeu vidéo multijoueur dans lequel des joueurs doivent unir leurs actions dans un but commun, généralement pour affronter des personnages non-joueurs. Le mode coopératif permet aux joueurs de s'entraider : ils peuvent se passer des armes, se soigner, faire un tir de couverture ou encore, par exemple, monter un obstacle trop haut pour une personne en faisant une courte-échelle. C'est l'opposé d'autres modes de jeux multijoueurs, comme le mode multijoueur compétitif, joueur contre joueur ou match à mort.
Dans sa forme la plus simple, le mode coopératif modifie le gameplay du jeu solo, en permettant à plusieurs joueurs de jouer ensemble, et en augmentant le niveau de difficulté du jeu pour compenser les joueurs supplémentaires.